# Bibliologie
Bibliologia („gr.“ biblon = carte; logos = vorbire, tratare; théké = dulap, loc de păstrare a cărților), fostă știință auxiliară a istoriei, în prezent, disciplină independentă, care se ocupă de carte și de munca  în bibliotecă. Prin bibliologie se înțelege „[...] studiul metodic, științific a tot ceea ce privește scrisul de mână sau tipar, pe hârtie sau pe alt material, deci orice vehicul al gândirii prezentat mai adesea sub forma cărții, de la fabricarea și condițiile ei materiale și până la viața ei ca factor cultural, cu imensa ei influență asupra individului și a  societății [...]”. Prin urmare, obiectul acestei științe include: istoricul scrisului, suportul său, instrumentele de scris, tehnica tiparului, fabricarea, legatul și ilustrarea cărții, punerea ei în circulație, publicațiile bibliografice, organizarea bibliotecilor, cataloagele. Unii specialiști definesc în prezent disciplina ca  Bibliologie și Știința Informării  definită ca fiind complexul teoretic și practic care organizează domeniile cunoașterii pentru a facilita accesul utilizatorului la resursele informationale achizițonate, organizate și gestionate, de obicei de bibliotecă.
Părțile componente ale acestei discipline sunt:
- Istoria cărților și a bibliotecilor de la începuturi până la epoca contemporană. Aici sunt incluse și problemele legate de istoria scrisului, a materialului de scris, tiparul, ilustrarea cărților, precum și istoricul bibliotecilor și rolul lor în viața socială și culturală a popoarelor.

- Bibliografia  se ocupă cu descrierea cărților spre a alcătui repertorii sau cataloage de cărți.

- Biblioteconomia se preocupă de organizarea, catalogarea, clasificarea și funcționarea bibliotecilor, inclusiv orientarea de carte, propaganda de carte, completarea și organizarea fondului bibliotecilor, conservarea cărților.

- Bibliotecografia se ocupă cu descrierea bibliotecilor din punct de vedere istoric, statistic, al construcției, al instalațiilor, al îngrijirii localurilor lor.

Bibliologia a devenit o știință în adevăratul înțeles al cuvântului la începutul secolului al XIX-lea. Tot atunci, francezul Gabriel Peignot punea în circulație, pentru prima oară, termenul de bibliologie.
În aceeași perioadă, când se punea bazele acestei discipline în principalele țări europene, în Principatele Române apăreau lucrări sistematizate referitoare la tipografii, la cărți, biblioteci, bibliografii. S-au remarcat în domeniul bibliologiei românești, cu toate subramurile sale, din secolul al XIX-lea și până astăzi: Gheorghe Asachi, Ion Heliade Rădulescu, Timotei Cipariu, George Barițiu, Bogdan Petriceicu Hașdeu, Ioan Bianu, Ilarie Chendi, Nicolae Georgescu-Tistu, Gabriel Strempel și alții.